# Cherry Boom
Cherry Boom (chinois : 樱桃帮 ; pinyin : yīngtáo bāng ; litt. « bande cerise ») est un groupe de pop rock chinois taïwanais composé uniquement de jeunes Chinoises, étudiantes à l'université catholique Fu-Jen, qui a connu un grand et rapide succès dans le pays.
Elles sont diplômées de l'université catholique Fu-Jen.

## Membres
- Zhāzhā (查查) : Chant
- Xiǎoqiàn (小倩) : Guitare basse
- Guā (瓜) : Guitare électrique
- Dàtián (大恬) : Batterie

## Discographie

### DVD
- 2006 : Dear Prince (vendu avec l'album, et comportant plusieurs clips)

## Sources
- Site officiel